# Solen sina purpurdroppar
Solen sina purpurdroppar är en tre verser lång 8-radig psalmtext. Det är okänt vem som författade och skapade melodin till psalmen.
Inledningsorden och temat påminner starkt om Johan Ludvig Runebergs Morgonen, men det rör sig om två olika texter.

## Publicerad i
- Herde-Rösten 1892 som nr 365 med titeln och under rubriken "Vårsång".